# Éltető Gyula
Éltető Gyula (Zilah, 1854 – Szeged, 1909. január 26.) magyar színész, díszletfestő. 

## Pályafutása
1881-ben Bogyó Alajosnál lépett színpadra, mint karénekes. Ezután mint segédszínész és színházi festő sokoldalú munkásságot fejtett ki. Ő volt az egyik legelső magyar művészi díszlettervező és mint festő is ismertté tette a nevét. 1902-ig középszerű vidéki társulatoknál szerepelt, tagja volt a pécsi szinkörtársulatnak is. Színészkörben nagyszerű anekdotáiról volt nevezetes. A fiatal, kezdő színészeket mindig kitanította hogyan viselkedjenek, ha nem akarnak a színházi kritika áldozatául esni és a bemutatkozón elbukni.

## Családja
Szülei Éltető Gyula és Sámi Biri. Neje Zadroh Zsuzsánna, született 1854. február 22-én, Pilisen, színpadra lépett 1882. október 1-én, Bogyó Alajosnál. Az 1910. december 23-iki színészegyesületi tanácsülésen nyugdíjazták. Második felesége Szováicsics Julianna.

## Fontosabb szerepei
- Jörg (Bartók L.: Thurán Anna)

## Működési adatai
- 1881–86: Bogyó Alajos;
- 1887; 1888–90; 1892; 1901: Csóka Sándor, Somogyi Károly;
- 1891: Tiszay Andor;
- 1893: Veszprémi Jenő;
- 1894; 1897: Halmai Imre;
- 1895: Pesti Lajos;
- 1896 és 1898: Dobó Sándor;
- 1899–1901: Tiszay Andorné.